# Bane (comics)
Pour les articles homonymes, voir Bane.
Bane est un super-vilain de l'univers DC Comics évoluant dans la saga Batman. Il a été créé par Chuck Dixon et Doug Moench dans le comics one-shot La Revanche de Bane en 1993.

## Biographie fictive
Bane est né à Peña Duro sur l'île de Santa Prisca. Auto-gérée par les détenus, elle est considérée comme la prison la plus sordide du monde. Il a passé son enfance à purger la peine d'emprisonnement à vie contractée par son père. Sa mère se laissa mourir de faim alors qu'il n'était qu'un petit garçon, condamnant ainsi Bane à rejoindre les quartiers des criminels les plus dangereux. Il dut s'habituer à survivre jour après jour avec l'idée qu'il passerait toute sa vie dans la prison. Un jour, il faillit mourir lors d'une émeute, et ne dut son salut qu'à l'intervention d'un prisonnier qui le protégea. Laissé pour mort, il resta dans le coma pendant plus d'un mois. Quand Bane se réveilla enfin, l'enfant était revenu changé et se vengea du responsable de sa chute en le mettant littéralement en pièces. Paniqué, le directeur de la prison fit enfermer Bane durant 10 ans dans une des cellules d'isolement les plus profondes de la prison persuadé qu'il finirait par y mourir. Cela n'arriva jamais. Sa volonté farouche fit de lui une légende à Santa Prisca où il régna en maître absolu. Nombreux sont ceux ayant contesté son pouvoir, avant de tomber sous ses coups.
Dès lors, il fut approché par de nombreux criminels, désireux de le servir ou d'obtenir ses faveurs. Seuls trois d'entre eux eurent cette chance.
Bane, persuadé que le savoir serait la plus grande des armes pour faire face au monde actuel, passa tout son temps à lire les centaines d'ouvrages de la bibliothèque de la prison.
Des années plus tard, il fut volontaire pour servir de cobaye pour une expérience militaire qui consistait à transfuser un super-stéroïde appelé « Venin » dans le cortex cérébral. Cette expérience avait pour but de décupler considérablement la force musculaire du sujet, l'armée voulant créer des super-soldats. L'expérience fut un succès mais Bane se révolta rapidement et tua tous les scientifiques et les soldats de l’installation. Dès lors, il fut enfin libre. Bane avait entendu parler d'un justicier légendaire appelé Batman que tous les criminels de Gotham redoutaient. Voulant se mesurer à lui, pensant avoir enfin trouvé un véritable adversaire à sa mesure, Bane prit le chemin de Gotham.
Bane savait qu'une attaque directe contre Batman se solderait par une défaite. C'est pour cette raison qu'il détruisit l'asile d'Arkham et laissa échapper tous les ennemis de Batman afin que ceux-ci l'épuisent physiquement et psychologiquement. Après avoir déduit lui-même l'identité de Batman, Bane se confronta à lui dans le manoir Wayne. S'ensuivit un violent affrontement où Bane brisa le dos de l'homme chauve-souris, le paralysant. Il devint, par la suite, le criminel le plus puissant de la ville, régnant sans partage sur Gotham. Même les malfrats les plus illustres et dangereux de la ville, comme le Joker, Double-Face et le Pingouin, terrifiés à l'idée de l'affronter, n'osèrent pas contester sa suprématie. Seul le terrifiant Killer Croc entra en conflit avec lui et le défia en combat singulier. Cependant, au bout d'un affrontement d'une extrême violence, le féroce monstre à la force surhumaine fut terrassé par Bane.
Au fil du temps, Bane réussit à se passer du « Venin » car les effets du puissant stéroïde étaient devenus permanents. Il garda donc son impressionnante silhouette ainsi que son immense force.

### Ses premiers alliés
Si Bane a su faire preuve d'une détermination qui dépasse l'entendement pour survivre à Santa Prisca, il faut malgré tout savoir que trois personnes se sont souciées de lui alors qu'il n'était qu'un enfant. Bane saura se le rappeler, car une fois libre, il reviendra à Peña Duro pour les libérer.
Se sentant redevable envers eux, ils furent sous la protection de Bane durant toutes les années passées à Santa Prisca. Considérés comme ses seuls amis, personne n'osa s'en prendre à eux.

#### Zombie
Un prisonnier faisait office d'infirmier dans l'aile médicale de Santa Prisca. Son regard semble être celui d'un homme dénué de sentiments et pourtant, il s'est vite attaché à cet enfant dont personne ne voulait après le décès de sa mère. C'est lui qui s'occupa de Bane quand celui-ci tomba dans le coma étant enfant. Alors que tout le monde le pensait condamné, Zombie le maintint en vie grâce à ses connaissances en médecine jusqu’à ce que Bane se réveille enfin. C'était un spécialiste en pharmaceutique qui atténuera considérablement l'effet de dépendance du Venin. C'est aussi lui qui concevra le célèbre masque respiratoire de Bane. Les années passées à Peña Duro ont fait de lui un très bon lanceur de couteau.

#### Trogg
C'est un homme grand et très musclé qui aurait tué plus de 20 hommes à Peña Duro. Cette montagne de muscles est un combattant mortel au corps à corps dont la terrible réputation intimidait même les criminels les plus dangereux de la prison. C'est lui qui prit la défense de Bane lorsqu'il était enfant, le protégeant d'un groupe de prisonniers lors d'une émeute. Il deviendra le bras droit de Bane. Il est le créateur de la pompe à venin que Bane utilise.

#### Bird
Comme son nom l'indique, Bird apprécie les oiseaux. Il possède un faucon, Serre, qui lui obéit avec une précision étonnante. Avant d'être condamné à moisir à la prison de Santa Prisca, Bird était un avocat. Son séjour à Peña Duro a fait de lui un bon bagarreur même si ses compétences ne rivalisent pas avec celles de Bane ou Trogg. C'est lui qui a enseigné la lecture à Bane. Pendant des années, il lui apprit à lire et partagea avec lui tout son savoir et ses connaissances sur le monde extérieur. Il révèla ainsi l'existence du Batman à Bane, ce dernier voyant le Justicier comme un défi à relever.
Talia al Ghul et la Ligue des Ombres
Il aura une relation avec Talia al Ghul mais elle le repoussera car pour elle c’est une brute. Ra’s al Ghul trouve que c’est un bon prétendant pour Talia .

### Biographies alternatives

#### Batman: La série animée
Bane reste assez proche du tacticien qu'il est dans les comics. Toutefois, son passé n'est presque pas évoqué, bien qu'on découvre qu'il était volontaire pour une expérience dont le nom de code était Gilgamesh. Il est plus décrit comme un mercenaire fourbe et vaniteux qui aimerait bien prendre la place de son employeur et aussi aura une relation avec la secrétaire de Rupert Thorne, Candice, Rupert Thorne, qui l'a payé pour venir à bout de Batman. Plus tard, dans la série Batman : La Relève, on le voit finir sur une île, en vieillard maintenu en vie par des machines à cause du venin qui a complètement détruit son corps.

#### Batman et Robin
Bane est plutôt lourdaud et attardé, aux ordres de Poison Ivy.
Il était un condamné à perpétuité et a servi de cobaye pour le Dr Woodrue, un savant psychotique. À la mort de celui-ci, Bane entra au service de Ivy. Dans ce film, Bane a l'air aussi fort que stupide, alors que le Bane original est très fort et aussi très intelligent. De plus, alors qu'il est polyglotte dans les comics, c'est à peine si on l'entend parler dans ce film et ne pousse presque que des hurlements bestiaux. À la fin du film, Poison Ivy le confie à Freeze pour l'épauler pendant qu'elle s'occupe de Batman et Robin, mais elle sera vaincue par Batgirl. Bane tentera de tuer Robin et Batgirl sur un ordre de Freeze mais ces derniers le vaincront en arrachant le tube à venin derrière sa tête, ramenant Bane à son aspect frêle d'origine. Il meurt hors écran dans la grotte où il se trouve, après que le télescope piégé par lui sur ordre de Freeze tombe dans le vide alors qu'il tente de tuer Batman, et provoque un effondrement.

#### The Dark Knight Rises

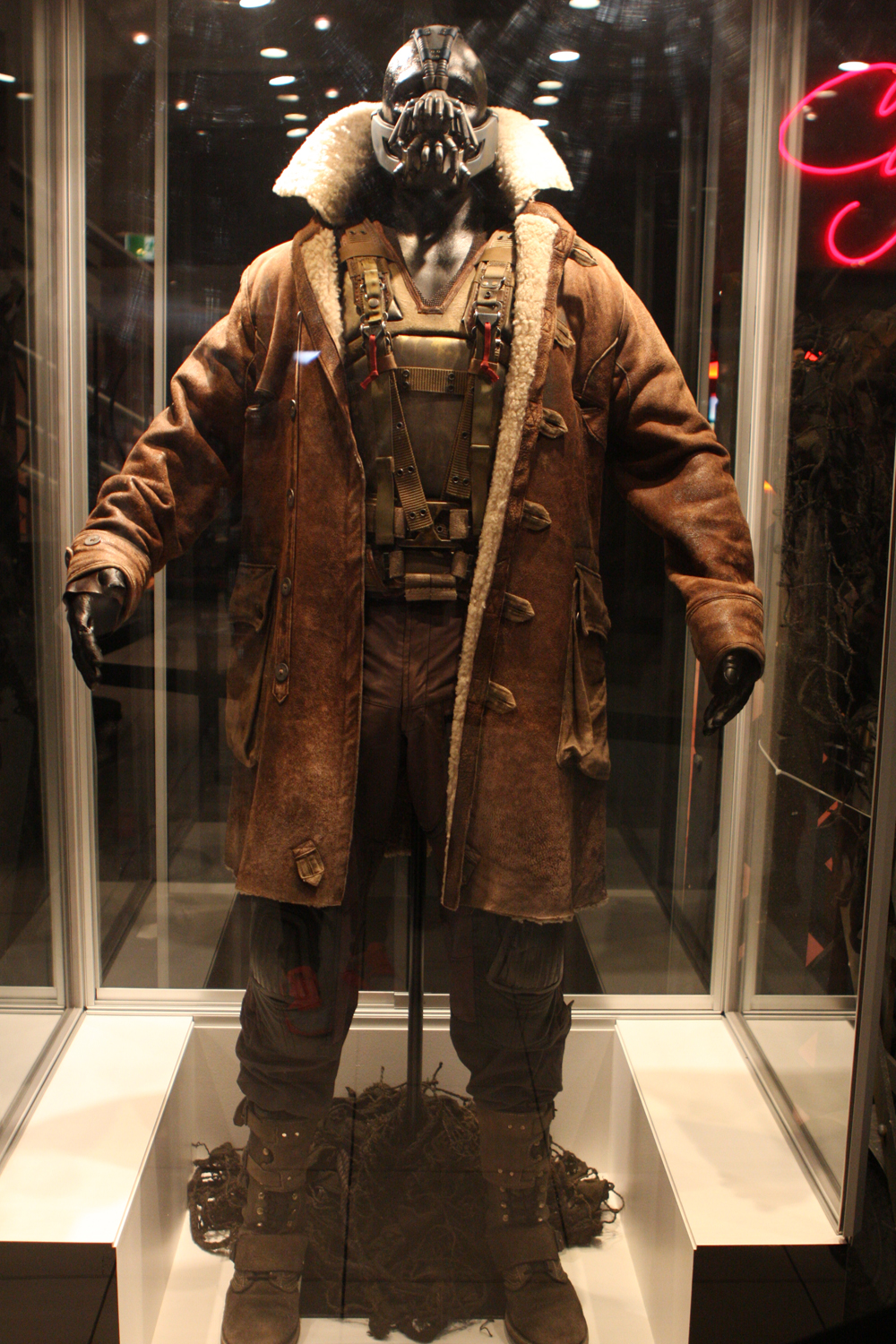
Le costume de Bane dans The Dark Knight Rises.

Dans le film de Christopher Nolan, Bane est un mercenaire connu pour sa carrure et son masque respiratoire qu'il porte en permanence à la suite d'un violent combat pour protéger Talia al Ghul lorsqu'elle s'est échappée de la prison, enfant. Il fut le protecteur de cette dernière, tous les deux enfermés dans la Fosse (prison sous terre ornée d'un gigantesque trou pour que les prisonniers croient qu'il est simple de s'en échapper). Après que Talia se fut évadée et qu'elle eut prévenu son père, Ra's al Ghul, chef de la Ligue des Ombres, ce dernier le libéra de la prison et devint son mentor, puis il l'excommunia car il était trop extrême pour Ra's. Il vient à Gotham City pour achever le plan de son mentor en détruisant la ville, mais aussi afin de venger sa mort en tuant Bruce Wayne/Batman.
Il finira par être tué par Selina Kyle qui sauve ainsi Batman d'une mort certaine.
Il est considéré comme l'un des meilleurs méchants du cinéma,,,.

#### Batman(série télévisée d'animation)
Il est présenté comme un mercenaire, sujet volontaire d'une expérience dans un laboratoire secret en Amazonie. Ayant la peau grise et un physique fin en général, l'usage du Venin lui permet de se transformer en un colosse rouge.

#### Batman: Arkham(jeux vidéo)
Bane est un mercenaire connu à travers le monde. Né à Peña Duro, il se forge l'esprit et le physique de manière à devenir un guerrier expérimenté. Il utilise le venin pour augmenter sa force, et cherche quotidiennement à le développer. Lors de la soirée de Noël, Black Mask (en réalité le Joker) le recrute afin de tuer un Batman apparu il y a seulement deux ans. Bane s'allie au Joker afin de piéger Batman, et s'échappe lorsque la police arrive. Peu après, Bane découvre la double identité de Bruce Wayne et ravage la Batcave, laissant Alfred agonisant tout en lançant un défi au chevalier noir. Bane retrouve Batman avec le Joker pour une confrontation finale au pénitencier de Blackgate. Après avoir été vaincu par Batman, il s'injecte le TN-1, concentré pur de venin, qui le fait devenir gigantesque et incroyablement violent. Après un dur combat, Bane est vaincu, mais le TN-1 affecte sa mémoire et il oublie l'identité secrète de Batman.
Des années après, lors de l'assaut massif lancé par le Joker sur l'Asile d'Arkham, on apprend que Bane avait servi de cobaye au Docteur Young et au Joker pour fabriquer le Titan, une version dérivé du venin, destinée à créer une armée de monstres. Après un affrontement contre Batman, il est projeté dans la mer par la Batmobile.
Dans Batman: Arkham City, il s'avère qu'il a survécu. Il organise des combats clandestins, le gagnant ayant le privilège de l'affronter en personne. Mais un homme du Joker s'injecte du Titan et manque de tuer Bane. Il décide donc de traquer les derniers résidus du Titan afin de les détruire, et pour cela il demande l'aide de Batman. Il s'avère en réalité que Bane cherchait à réunir le Titan pour devenir plus puissant, mais Batman l'arrête et l'enferme.

#### Gotham(série télévisée)
Dans la série, Bane est présenté comme étant Eduardo Dorrance, un ancien camarade de James Gordon lorsque ce dernier était dans l'armée. Il fut entre-temps capturé derrière les lignes ennemies et abandonné par son gouvernement. Il sera par la suite transféré à la Prison de Peña Duro, où il fut torturé en étant enterré vivant par ses tortionnaires. Toutefois, il réussira à survivre. Par la suite, il sera libéré et recruté par Theresa Walker (pseudonyme utilisé par Nyssa Al Ghul) pour devenir le leader de la Delta Force, un escadron de mercenaires visant à détruire Gotham City. Après s'être battu contre Gordon et laissé pour mort par ce dernier, il se verra soigné et transformé par Hugo Strange en colosse invulnérable grâce au stéroïde Venom, il se rebaptisera ainsi Bane.

## Description

### Personnalité

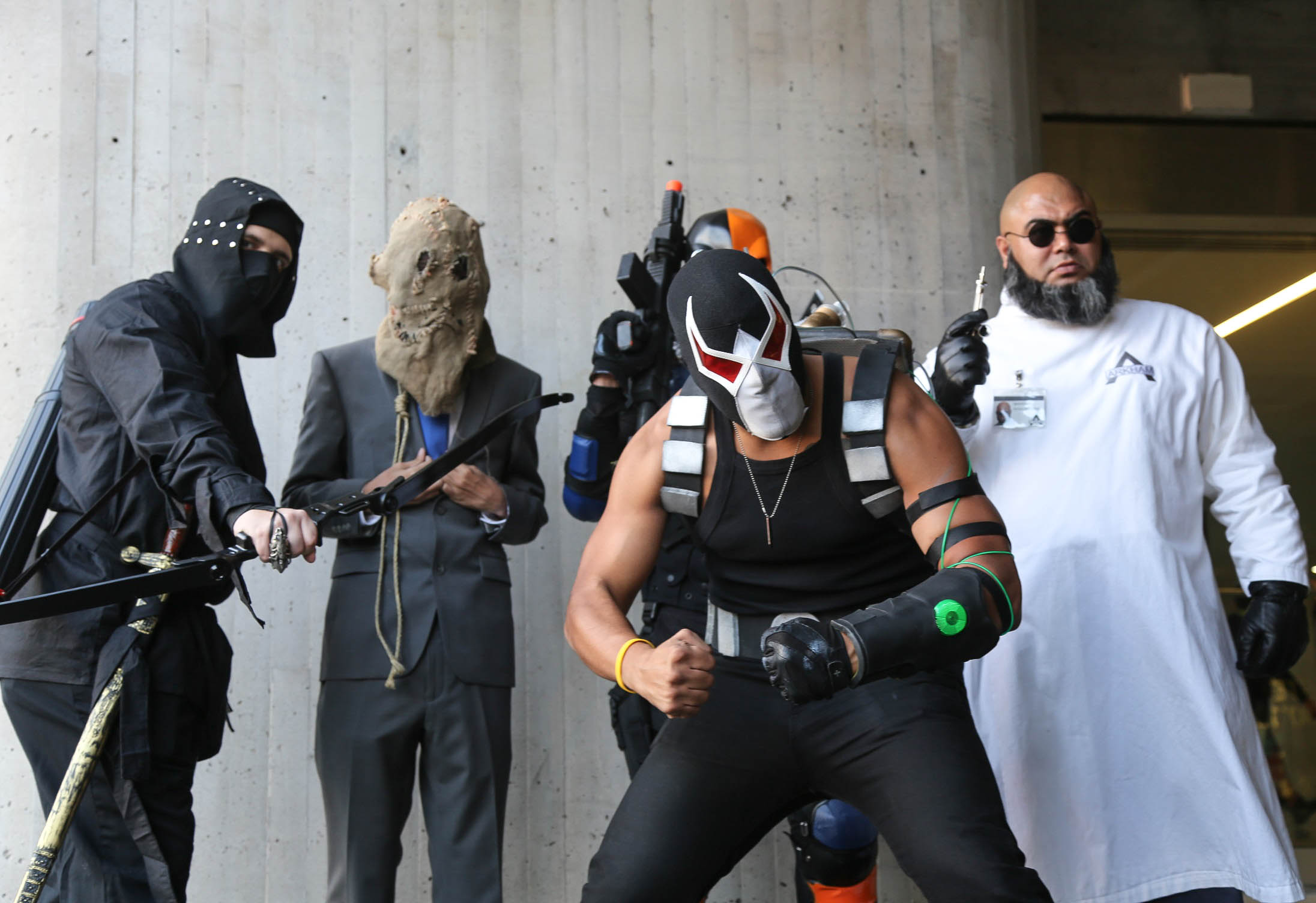
Cosplay de Bane (devant), avec à ses côtés (de gauche à droite) : Malcolm Merlyn, l'Épouvantail, Deathstroke et Hugo Strange.

Bane est un homme très pragmatique capable de garder son sang-froid même dans les situations les plus extrêmes. Il sait que le savoir sera la meilleure des armes pour triompher.
L'esprit de survie de Bane est sans égal, notamment à cause du fait qu'il soit né dans la prison la plus sordide du monde. C'est un homme possédant une détermination sans faille, qui ignore ce qu'est la peur. Tueur implacable, il n'hésite pas à traquer sa proie sans lui laisser le moindre répit, jusqu'à ce qu'elle demande grâce ou meure.
Égoïste et vaniteux, il souhaite tout avoir et ne tolère pas qu'on lui donne des ordres. Ses actions ne sont régies par aucun code de conduite ou d'honneur, et Bane n'a aucune éthique (il n'hésite pas, par exemple, à tuer un prêtre aveugle et sans défense).
Il ne ressent aucun remords et n'éprouve nul regret à tuer des masses de personnes innocentes comme des femmes ou des enfants. Sa vision des choses, extrêmement noire, et ses méthodes incroyablement cruelles et expéditives ont choqué les malfrats les plus redoutables de la planète.
Bane est si terrifiant que même les pires criminel du monde tel que le Joker et Ra's Al Ghul le craignent.

### Compétences
Très grand et incroyablement massif, Bane possède déjà en temps normal une force physique prodigieuse, surpassant de très loin les normes humaines. Ses prouesses hors du commun en combat au corps-à-corps sont terrifiante et font de Bane le combattant le plus redouté de Gotham ainsi que le meilleur combattant de l'univers DC Comics, après Batman. En effet, Bane a laissé sa marque au fer rouge dans la mythologie de Batman car il est le seul malfrat à avoir vaincu le célèbre justicier. Il peut s'injecter des doses contrôlées d'un stéroïde ultra puissant appelé "Venin" qui décuple considérablement sa puissance physique et lui confère une force phénoménale. Dans un duel à mains nues, absolument personne n'est en mesure de rivaliser avec lui. Même Killer Croc qui dispose d'une force surhumaine et d'une férocité effrayante a été brutalement vaincu par Bane.
Enfin, en plus de sa force, Bane possède une éminente intelligence et un sens de déduction exceptionnel qui lui permettent d'établir des plans d'action d’une grande ingéniosité. Il peut aussi percer à jour les intentions ou les personnalités de n'importe qui, même les plus complexes. Il est d’ailleurs l'un des seuls à avoir déduit que Bruce Wayne est Batman.
Bane demeure le plus imposant et le plus impressionnant méchant de l'univers Batman. Ra's al Ghul dit de lui qu'il est sans conteste l'homme le plus dangereux de la planète. Ses terribles facultés de combat hors du commun lui ont permis de tenir tête simultanément à Ra's al Ghul et Batman. Toutes ces capacités font de Bane un être immensément dangereux ainsi que l'être humain le plus puissant du monde.

## Création du personnage

### Origines
Bane a été créé à une époque où l'univers DC était en plein bouleversement. Les histoires devenaient plus matures et les scénaristes de comics commencent à faire des choix difficiles comme tuer certains personnages. Après le grand cycle Crisis on Infinite Earths où l'on assistait à la mort de Barry Allen, alias Flash, et de Supergirl, vient la mort de Superman dans le cycle Doomsday, puis ce fut au tour de Batman de subir son grave bouleversement. Au début des années 1990, après la mort de Jason Todd, le second Robin, les scénaristes cherchèrent à créer un personnage tout nouveau, qui briserait Batman. À partir de cette idée, ils créèrent Bane et le long cycle Batman: Knightfall qui bouleversa l'univers de Batman. Dixon eut l'idée de le faire ressembler à un Luchador, et le trio d'auteurs s'inspira de Doc Savage et du Comte de Monte-Cristo pour finir de créer le personnage et son passé.

### Origine du nom
En anglais, Bane signifie Fléau, faisant référence à la fois à sa grande puissance et à l'étendue de son pouvoir sur Gotham City, après la chute de Batman.
La version française du jeu Batman: Rise of Sin Tzu traduira justement son nom ainsi, deux personnages portent déjà ce nom, dans Batman, la relève chez DC Comics et dans l'univers des X-Men des éditions Marvel.

## Œuvres où le personnage apparaît

### Comics
- 1993 : Batman: Knightfall (Part One - Broken Bat) : recueil d'aventures qui retracent le premier affrontement entre Batman et Bane.
- 1993 : Batman: Knightfall (Part Two - Who Rules The Night) : suite de cette série où brisé, Bruce Wayne doit laisser la cape de Batman à Azrael.
- 1993 : La Revanche de Bane (Vengeance of Bane) : préquel de Batman: Knightfall.
- 1998 : Bane of the Demon
- 2017 : Batman Rebirth - tome 2 : Mon Nom est Suicide
- 2017 : Batman Rebirth - tome 3 : Mon Nom est Bane

### Séries animées
- Batman (Paul Dini, Bruce Timm, Eric Radomski, 1992-1995) avec Henry Silva (VF : Jean-Claude Sachot)
- Batman (The New Batman Adventures, Alan Burnett, Paul Dini, Bruce Timm, 1997-1999) avec Henry Silva (VF : Bruno Dubernat)
- Superman, L'Ange de Metropolis (Superman, Alan Burnett, Paul Dini, Bruce Timm, 1996-2000) avec Henry Silva (VF : Jean-Claude Sachot)
- Batman (The Batman, Duane Capizzi, Michael Goguen, 2004-2008) avec Joaquim de Almeida & Ron Perlman (VF : Thierry Murzeau & Pascal Massix)
- Batman : L'Alliance des Héros (Batman: The Brave and the Bold, James Tucker, 2008-) avec Michael Dorn (VF : Michel Vigné)
- La Ligue des Justiciers : Nouvelle Génération (Young Justice, Greg Weisman, Brandon Vietti, 2010-) avec Danny Trejo (VF : Thierry Murzeau puis Patrice Baudrier)
- Harley Quinn (Justin Halpern, Patrick Schumacker et Dean Lorey, 2019-) avec James Adomian

### Cinéma
- Batman & Robin (Joel Schumacher, 1997) avec Jeep Swenson et Michael Reid McKay.
- The Dark Knight Rises (Christopher Nolan, 2012) avec Tom Hardy[9](VF : Jérémie Covillault ; VQ : Paul Sarrasin)

### Vidéofilms
- Batman : La Mystérieuse Batwoman (Mystery of the Batwoman, Curt Geda, 2003) avec Hector Elizondo (VF : Olivier Cordina)
- Superman/Batman : Ennemis publics (Superman/Batman: Public Enemies, Sam Liu, 2009) (caméo)
- La Ligue des Justiciers : Échec (Justice League: Doom, Lauren Montgomery, 2012) avec Carlos Alazraqui (VF : Thierry Murzeau)
- Lego Batman, le film : Unité des super héros (Joe Burton, 2013)
- Batman Ninja (Junpei Mizusaki, 2018) (VF : Françoise Cadol)
- Batman et les Tortues Ninja (Jake Castorena, 2019)
- Batman: Silence (Justin Copeland, 2019) avec Adam Gifford
- Justice League Dark: Apokolips War (Matt Peters et Christina Sotta, 2020)

### Jeux vidéo
- Batman et Robin
- Batman: Chaos in Gotham
- Batman: Rise of Sin Tzu (VF : Mathieu Rivolier)
- Batman: Arkham Asylum (VF : Jean-Claude Sachot)
- Batman: Arkham City (VF : Jean-Claude Sachot)
- Batman: Arkham Origins (VF : Jérémie Covillault)
- Lego Batman : Le Jeu vidéo
- Lego Batman 2: DC Super Heroes
- DC Universe Online
- Injustice : Les Dieux sont parmi nous (VF : Jean-Claude Sachot)
- Injustice 2 (VF : Jérémie Covillault)
- Batman: The Enemy Within

### Série télévisée
- Gotham avec Shane West (saison 5) épisode 5, 6, 10 et 11